# كريس كار (متسابق دراجات نارية)
كريس كار (بالإنجليزية: Chris Carr)‏ هو متسابق دراجات نارية أمريكي، ولد في 6 مايو 1967.